# シンティ・ロマ人

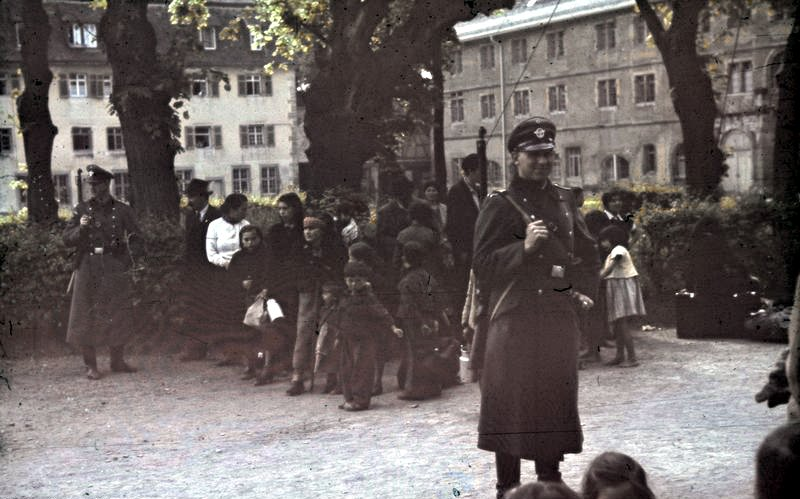
シンティ・ロマの国外追放（1940年・ドイツ、アスペルク）

シンティ・ロマは15世紀頃からドイツ語圏に定住したロマと同根のロマニ系の集団であるシンティ（Sinti）と、主に東欧に移住し、後のルーマニアに当たる地域で奴隷とされた集団であるロマとを併せた呼称。中世に後のオーストリア・ドイツ・北イタリアに辿りついたと考えられ、シンティにはドイツ系住民と同化した者も多い。シンティからは多くの優れたミュージシャンが輩出されている。
ナチス・ドイツの時代には、ナチズムのイデオロギーに基づくいわゆる「劣等人種」だとしてシンティ・ロマも強制収容所に収容され、殺害された。犠牲者は30万人から50万人に上ると考えられているが、被害者・遺族への補償はロマに対する人種的偏見やユダヤ人団体との対立から進まず、補償が行われるようになったのはシンティ・ロマの運動や緑の党によるところが大きい。1971年に西ドイツシンティ中央委員会が結成され、翌年ドイツ・シンティ連盟に改名、1982年にはドイツ・シンティ・ロマ中央委員会（評議会）となった。一方で、ロマニ系集団間のアイデンテティの違いも大きく、特にドイツではトランス・ナショナル志向の難民のロマとナショナル・マイノリティ志向のシンティの対立も報告されている。

## 脚註
1. ↑  千葉美千子「ホロコースト研究における「唯一性の概念」をめぐる考察:「記憶の所有権争い」の分析を中心に」『国際広報メディア・観光学ジャーナル』第5号、北海道大学大学院国際広報メディア・観光学院、2007年、81-98頁、NAID 40016042133。
2. 1 2  宮本和弥「シンティ・ロマの戦後補償 : 三つの要因の視点から」『学生法政論集』第1巻、九州大学法政学会、2007年3月、95-106頁、doi:10.15017/8287、hdl:2324/8287。
3. ↑  久野聖子「ヒターノであり、スペイン人であること : ヒターノの土着性についての一考察」『言語文化』第12巻第1号、同志社大学言語文化学会、2009年8月、none-166、doi:10.14988/pa.2017.0000011791、ISSN 1344-1418。